# Contea di Juancheng
La contea di Juancheng (鄄城县S, Juànchéng XiànP) è una contea della Cina, situata nella provincia dello Shandong e amministrata dalla prefettura di Heze.